# Irisches Koppel

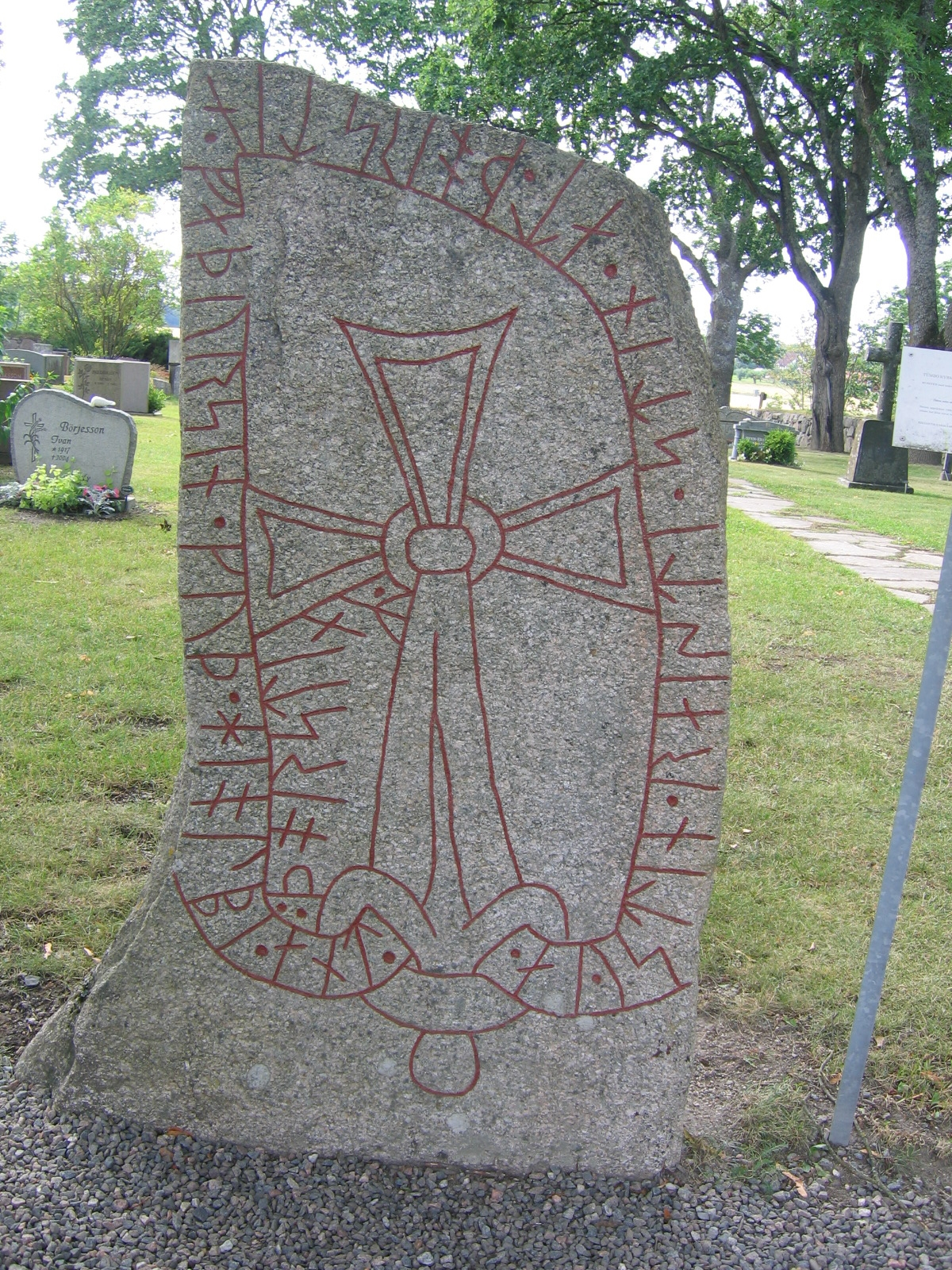
Runenstein von Tumbo – das Irische Koppel – Mitte unten – ist mit dem Kreuz und dem Schlangenband verbunden

Das Irische Koppel (schwedisch Iriskt koppel) ist eine Ornamentform des 11. Jahrhunderts, die nahezu ausschließlich auf gotländischen Grabkisten und schwedischen Runensteinen überliefert wurde. Die mit Runen beschrifteten Schlangenbänder der Darstellungen werden von einem Ornament gebunden, das diese Benennung erhielt. Der Name deutet zwar auf Kontakte mit Irland bzw. auf eine gleichzeitige Ornamentik auf der Insel hin, aber ein charakteristisches Koppel wurde in Irland bis heute nicht gefunden.

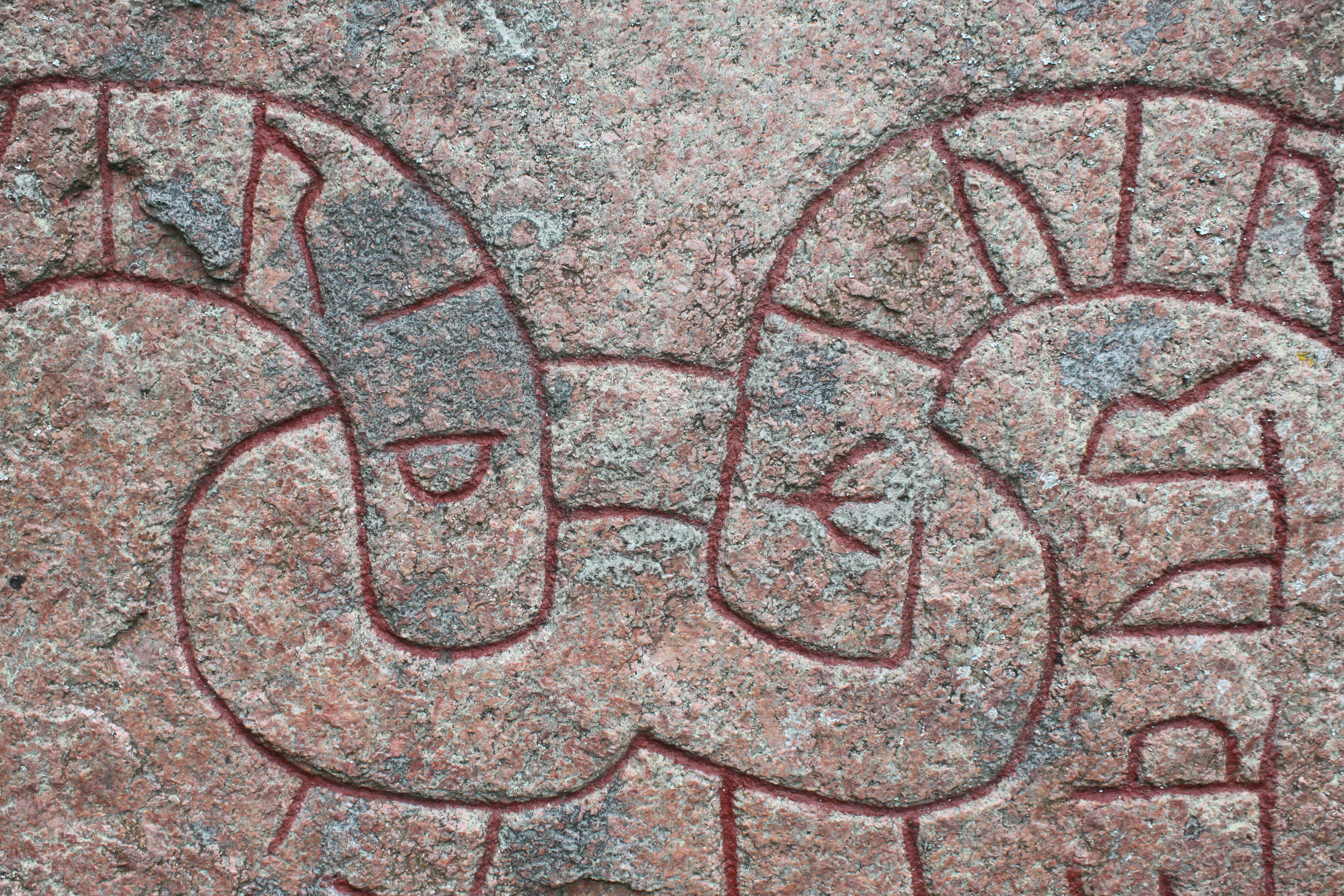
Koppel von Vallentuna U 225

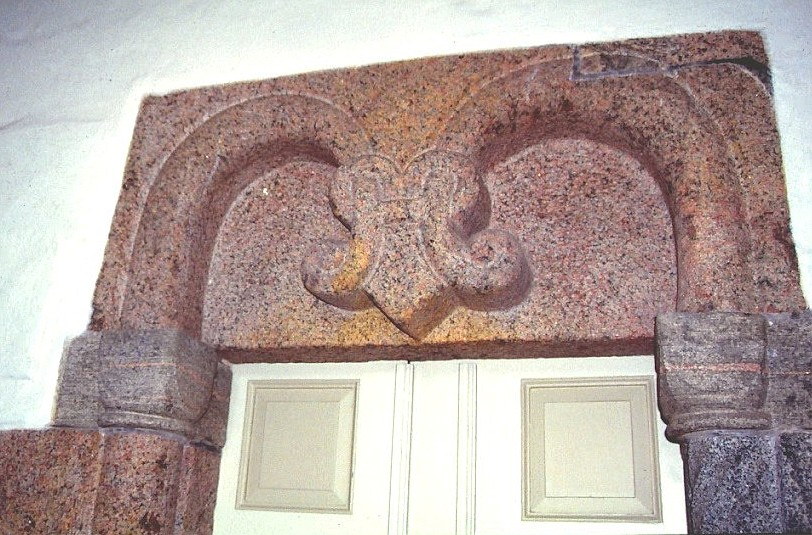
Båndsløjfe der Nordenskirke von Kousted

Das unterschiedlich geformte Ornament ist im Koppelungsteil brezelförmig ausgebildet und weist auch Ähnlichkeiten mit der "französischen Lilie" auf. Die Frage, ob das Ornament seinen Ursprung im Westen hat, ist ungeklärt. Die Ähnlichkeit der irischen Kunst mit der nordischen während dieser Epoche weist allerdings auf westliche Verbindungen hin, die sich aber deutlicher in den gotländischen Silberhorten erkennen lassen. Der Strom gemünzten Silbers von den Britischen Inseln nach Skandinavien, der durch systematische Brandschatzungen der Wikinger und die so genannten Danegelder zustande kam, wurde durch Zierstücke und andere Gegenstände ergänzt. Eine große Menge des Silbers gelangte aus unbekanntem Grund nach Gotland. Ob das Dekor eine gleichlaufende Beeinflussungsrichtung aufzeigt ist, angesichts des Koppels auf einem der ältesten Runensteine in Södermanland (Vagnhärad) völlig ungewiss.
Sigmund Oehrl sieht in dem Koppel ein Element der Fesselungsikonographie und hält es für ein apotropäisches Symbol. Dies bezeugen Positionierungen über den Portalen der Kirchen von Gassum, Grensten, Hem, Kousted, Lem (sh. Weblink), Mørke und Tvede alle (ausschließlich) in Nordjütland, wo die auch båndsløjfe genannte Ornamentik die übliche apotropäische Maske ersetzen.